# Represa Aurelio Benansini
Represa Aurelio Benansini är en ort i Mexiko.   Den ligger i kommunen Mexicali och delstaten Baja California, i den nordvästra delen av landet, 2 200 km nordväst om huvudstaden Mexico City. Represa Aurelio Benansini ligger 18 meter över havet och antalet invånare är 571.
Terrängen runt Represa Aurelio Benansini är mycket platt. Runt Represa Aurelio Benansini är det ganska tätbefolkat, med 58 invånare per kvadratkilometer. Närmaste större samhälle är Tecolots, 10,8 km öster om Represa Aurelio Benansini. Trakten runt Represa Aurelio Benansini består till största delen av jordbruksmark.